# Natri methoxide
Natri methoxide là một hợp chất hóa học hữu cơ có công thức CH3ONa. Chất rắn không màu này được hình thành bởi quá trình tách proton metanol. Nó được dùng rộng rãi làm thuốc thử trong công nghiệp và phòng thí nghiệm. Nó còn là một base ăn da nguy hiểm.

## Điều chế và cấu trúc
Natri methoxide được điều chế bằng cách cho metanol phản ứng cẩn thận với natri:
2Na + 2CH3OH → 2CH3ONa + H2
Phản ứng trên tỏa nhiệt nên có thể gây cháy. Dung dịch không màu thu được thường dùng làm nguồn cung cấp natri methoxide, nhưng hóa chất tinh khiết có thể được cô lập khi làm bay hơi dung dịch sau khi đã đun nóng để làm bay hơi hết metanol còn dư. Natri methoxide thủy phân trong nước cho ra natri hydroxide, và các chất thành phẩm thương mại có thể có lẫn tạp chất hydroxide. Ở dạng rắn và nhất là ở dạng dung dịch, natri methoxide hấp thụ carbon dioxide từ không khí, do đó làm giảm hiệu lực base.
Ở dạng rắn, natri methoxide trùng hợp, với các chuỗi xếp lớp trung tâm Na+, mỗi nút này liên kết với bốn nguyên tử oxy.
Cấu trúc phân tử, và do đó tính base của nó, của natri methoxide trong dung dịch phụ thuộc vào dung môi. Nó là base mạnh trong DMSO khi bị ion hóa hoàn toàn và tạo thành các liên kết hydro tự do.

## Ứng dụng

### Tổng hợp hữu cơ
Natri methoxide là một base thông thường trong hóa hữu cơ, có ứng dụng trong việc tổng hợp nhiều hợp chất, trải đều từ dược phẩm cho đến hóa chất nông nghiệp.  Là một base, nó tham gia vào các phản ứng tách hydro halide và nhiều phản ứng ngưng tụ khác.  Nó còn là tác nhân nucleophin cho các phản ứng tổng hợp các ete metyl.

### Ứng dụng công nghiệp
Natri methoxide được dùng làm chất khơi mào gốc tự do của các phản ứng cộng polyme hóa anion với etylen oxit, tạo ra poliete với khối lượng phân tử lớn. Xăng sinh học được điều chế từ dầu rau quả và chất béo động vật, chủ yếu là các triglixerit của axit béo, bằng phản ứng trao đổi este hóa với metanol để tạo ra các este metyl của axit béo. Sự biến đổi này có xúc tác là natri methoxide.

## An toàn
Natri methoxide là chất ăn da mạnh, và thủy phân tạo ra methanol, một chất độc và dễ bay hơi. 

### NFPA 704
Sự đánh giá về hóa chất này rất nhiều. 
| NFPA 704 "Biểu đồ cháy" |
| ----------------------- |
| 4 3                     |

| NFPA 704 "Biểu đồ cháy" |
| ----------------------- |
| 4 3 2                   |

| NFPA 704 "Biểu đồ cháy" |
| ----------------------- |
| 3 2                     |

| NFPA 704 "Biểu đồ cháy" |
| ----------------------- |
| 2 3 2                   |

| NFPA 704 "Biểu đồ cháy" |
| ----------------------- |
| 2                       |